# تپه روان سول
تپه روان سول مربوط به عصر مفرغ - ایلام - دوره ایلخانی است و در شهرستان سرپل ذهاب، بخش مرکزی، دهستان بشیوه پاطاق، ۸۰۰ متری جنوب روستای آینه واقع شده و این اثر در تاریخ ۲۷ اسفند ۱۳۸۷ با شمارهٔ ثبت ۲۶۴۵۷ به‌عنوان یکی از آثار ملی ایران به ثبت رسیده است.